# Argyrocosma
Argyrocosma là một chi bướm đêm thuộc họ Geometridae.

## Các loài
- Argyrocosma argosticta (Turner, 1904)
- Argyrocosma consobrina (Warren, 1897)
- Argyrocosma inductaria (Guenée, 1857)
- Argyrocosma phrixopa Meyrick
- Argyrocosma strepens Prout, 1932